# Álex Pereira
Alejandro Américo Pereira Amorín, detto Álex (Caracas, 15 gennaio 1977), è un ex calciatore venezuelano, di ruolo difensore.

## Carriera
Nato da padre venezuelano e madre portoghese, Pereira è nato a Caracas e si trasferì in Spagna con la sua famiglia durante l'adolescenza, nelle Asturie. Iniziò la sua carriera nel Langreo nelle serie inferiori spagnole, giocando il campionato di terza divisione nel 1997-1998.
Nel 1998, Pereira ha firmato un contratto con il Sporting Gijón, venendo utilizzato poco in prima squadra, collezionando solamente dieci presenze in serie cadetta. Dopo essere stato prestato per tre anni al Recreativo Huelva, visse la sua miglior stagione da professionista nella stagione 2001-2002, quando gli andalusi sono tornati nella Liga dopo 24 anni di assenza.
Nel 2002-2003, Pereira ha collezionato 15 presenze, tutte da titolare, in massima serie, che vide la retrocessione del Recre. Dopo aver saltato la stagione 2004-2005 a causa di un infortunio, si è ritirato dal calcio all'età di soli 28 anni.